# علاء مرسي
علاء مرسي (3 يوليو 1965 -)، ممثل مصري.

## عن حياته
من مواليد مدينة دسوق محافظة كفر الشيخ، والده هو الشيخ محمد مرسي الدمراوي من علماء الأزهر الشريف. تربى في بداية حياته في المدينة المنورة في المملكة العربية السعودية واكمل تعليمه في مدينة دسوق في المرحلة الابتدائية بعد وفاة والده الشيخ محمد مرسي الدمراوى. له أربعة اخوات ولدين وبنتين وهو الآن متزوج وله مريم ومحمد وفاطمة حاصل على بكالوريوس المعهد العالى للفنون المسرحية قسم تمثيل وإخراج دفعة عام 1998.

## حياته الفنية
مثل الكثير من الأعمال المسرحية كما له مشاركات بالتمثيل والإخراج في المسرحيات الكويتية مثل مسرحية عايلة قرقيعان، الطرطنجي وقروب بوخلي، وهو محب للدراما السورية وعمل في عمل درامي باسم ليل السرار.

### الجوائز
حصل على عدة جوائز من أفضل ممثل من مسرح الثقافة الجماهيرية وأفضل ممثل في مهرجانات المسرح العربي في أكاديمية الفنون لاعوام متتالية.

## أعماله الفنية

### أفلام
- شمس
- معالي ماما2022
- صندوق الدنيا
- الحوت الأزرق
- ريما
- دعدووش
- الحرب العالمية الثالثة
- طباخ الريس[1]
- بوقة فقارة
- فوبيا
- هالو كايرو
- معتوق في بانكوك
- بلطية العايمة
- كركر
- عسكر في المعسكر
- كباريه
- ابقى قابني
- إوعى وشك
- فلاح في الكونجرس
- عندليب الدقي
- الطريق إلى إيلات
- شباب تيك أواي
- ميدو مشاكل
- معلش إحنا بنتبهدل
- هستيريا
- رسالة إلى الوالى
- جحيم امرأة
- يا أنا يا خالتي
- الفرح
- عودة مدرسة المشاغبين2
- عوكل
- ولاد البلد
- القرموطي في خط النار

### مسلسلات
- الوسواس (مسلسل)
- بناية هب الريح 2021
- النمر
- حمزة وبناته الخمسة
- كايرو-بلانكا
- ربيع الغضب
- لفلتة 2
- مسافر بلا هوية
- هيمه أيام الضحك والدموع
- إسماعيل يس (أبو ضحكة جنان)
- صج حظوط
- حلم الجنوبى (مسلسل)
- ليالي الحلمية
- من الذي لايحب فاطمة
- بوابة الحلونى
- هانم بنت باشا
- الشراقى
- ليل السرار
- سرايا عابدين
- ضبط وإحضار
- السيره الهلاليه (مسلسل)
- حارة الأصحاب
- شيكورونة

### من المسرحيات
- عائلة قرقيعان
- كوبرى الناموس
- مملكة الشحاتين
- جوز ولوز
- برلمان الستات
- مرسي عاوز كرسي
- قروب بوخلي (إخراج)
- الطرطنجي (إخراج وتمثيل)

## رسوم متحركة
- مسلسل سيد أندرويد

## وصلات خارجية
- علاء مرسي على موقع IMDb (الإنجليزية)
- علاء مرسي على موقع الدهليز
- علاء مرسي على موقع قاعدة بيانات الأفلام العربية